# Lymantria servula
Lymantria servula este o specie de molii din genul Lymantria, familia Lymantriidae, descrisă de Collenette 1935 Conform Catalogue of Life specia Lymantria servula nu are subspecii cunoscute.